# Homer Bone
Homer Bone (Franklin, 1883. január 25. – Tacoma, 1970. március 11.) az Amerikai Egyesült Államok szenátora Washington államban 1933 és 1944 között.